# Zopfia rhizophila
Zopfia rhizophila är en svampart som beskrevs av Ludwig Rabenhorst 1874. Zopfia rhizophila ingår i släktet Zopfia och familjen Zopfiaceae.   Inga underarter finns listade i Catalogue of Life.